# Suhoj Su-6
Suhoj Su-6 je bil sovjetski prototipni jurišnik, ki so ga razvili med 2. svetovno vojno. Na testih je Su-6 v primerjavi z znanim jurišnikom Iljušin Il-2 pokazal boljše sposobnosti v skoraj vseh parametrih, vendar Su-6 ni vstopil v serijsko proizvodnjo, verjetno zato, ker ni bilo na voljo motorjev Švecov M-71. Letal Il-2 so za primerjavo zgradili okrog 36000, kar je rekord za bojno letalo. 

## Specifikacije (Su-6 3. prototip)
Splošne karakteristike
- Posadka: 2 (pilot in operater strojnice)
- Dolžina: 9,24 m (30 ft 4 in)
- Razpon kril: 13,50 m (44 ft 3 in)
- Višina: 3,89 m (12 ft 9 in)
- Površina kril: 26 m² (280 ft²)
- Teža praznega letala: 4000 kg (8820 lb)
- Naložena teža: 5534 kg (12200 lb)
- Pogon letala: 1 ×  zvezdasti motor Švecov M-71F, 1 620 kW (2 200 KM)

 Zmogljivost 
- Maks. hitrost: 514 km/h (280 vozlov, 320 mph) na višini 3800 m (12465 ft)
- Doseg: 973 km (525 nmi, 605 milj)
- Višina leta: 8100 m (26575 ft)
- Hitrost vzpenjanja: 10,6 minut do višine 5000 m (16405 ft)
- Vzletna razdalja: 410 m (1345 ft)
- Pristajalna razdalja: 730 m (2395 ft)

Oborožitev

- 2 × 37 mm Nudelman N-37 topova v krilih, 90 nabojev
- 2 × 7,62 mm ŠKAS strojnici v krilih, 1400 nabojev
- 1 × 12,7 mm Berezin UBT strojnica v zadnjem delu, 196 nabojev
- Do 400 kg bomb